# İnegöl

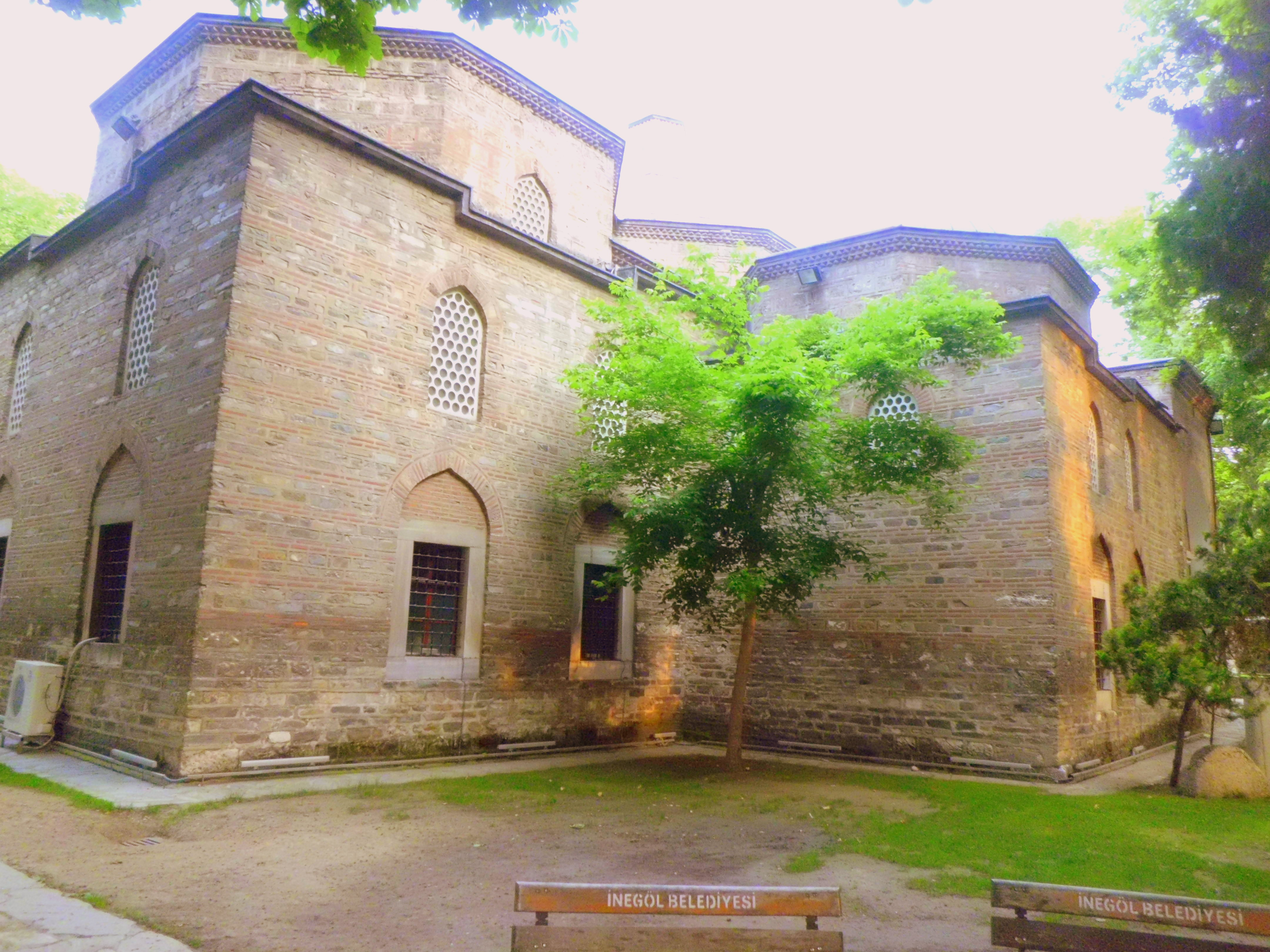
İnegöl

İnegöl ist eine Stadt im gleichnamigen Landkreis der türkischen Provinz Bursa und gleichzeitig ein Stadtbezirk der 1986 geschaffenen Büyükşehir belediyesi Bursa  (Großstadtgemeinde/Metropolprovinz). İnegöl befindet sich an der Straße zwischen Bursa und Eskişehir. Laut Stadtlogo wurde der Ort schon 1870 in den Rang einer Belediye erhoben.

## Geschichte
Im Gebiet von Inegöl siedelten die türkischen Nomadenstämme, aus denen heraus im 14. Jahrhundert Osman I. die Umgebung eroberte und im weiteren Verlauf das Osmanische Reich bildete. Die Stadt liegt am Uludağ-Bergmassiv, das in einem Naturschutzgebiet liegt. İnegöl ist heute eine stark industrialisierte Stadt.
Im Landkreis wurden die Boğazköy-Talsperre und die Babasultan-Talsperre errichtet.
Seit einer Gebietsreform 2013 ist der Ilçe (Landkreis) flächen- und einwohnermäßig identisch mit der Kreisstadt, alle 96 ehemaligen Dörfer (Köy) und 4 Gemeinden des Kreises wurden Mahalla (Stadtviertel) der Stadt. Die bestehenden Mahalles der vier Belediyes (Cerrah, Kurşunlu, Tahtaköprü und Yeniceköy) wurden aufgelöst, jene 33 der 'Kreisstadt' İnegöl blieben erhalten und summierten so die Anzahl an Mahalles auf 133. Im Laufe der Zeit reduzierte sich durch Auflösung und Verschmelzung die Zahl der Mahalles auf gegenwärtig 116.

## Sport
İnegöl beherbergt den Fußballverein İnegölspor. Die Mannschaft spielt überwiegend in der zweitklassigen TFF 1. Lig oder in der drittklassigen TFF 2. Lig und zeichnete sich bisher eher als Talentschmiede aus.

## Küche
- In der ganzen Türkei bekannt sind die İnegöl köfte.
- In der Umgebung gibt es Forellen (Alabalık) - Freiluftrestaurants, bei denen die Tische und Stühle in einem Bach stehen.

## Persönlichkeiten
- Ayhan Akman (* 1977), Fußballspieler
- İsmail Arca (* 1948), Fußballspieler
- Gökhan Güleç (* 1985), Fußballspieler
- Kemal Koyuncu (* 1985), Leichtathlet
- Zeynel Soyuer  (1939–2024), Fußballspieler und -trainer